# Хабаров, Александр Алексеевич
Александр Алексеевич Хабаров (25 апреля 1957, Свердловск — 27 января 2005, Екатеринбург) — российский предприниматель и общественный деятель, первый председатель ОПС «Уралмаш».
Детство своё провёл в Красноуфимске, в подростковом возрасте самостоятельно вернулся в Свердловск, где учился в спортивном интернате. После окончания школы поступил в Свердловский государственный педагогический институт и, впоследствии, защитил кандидатскую диссертацию по вопросам подготовки юных спортсменов.
Служил в спортивной роте в ГДР (1978–1980), затем в качестве директора возглавлял детскую спортивную школу олимпийского резерва по лыжному двоеборью и горнолыжному спорту (1980–1985). Работал инструктором по спорту и сотрудничал с баскетбольным клубом «Уралмаш».
В начале 1990-х годов занялся предпринимательством, занимаясь вложением средств в торговые проекты. В этот период был связан с уралмашевской группировкой, которую со временем возглавил. В 1999 году выступил одним из учредителей Общественно-политического союза «Уралмаш».
С конца 1990-х Александр Хабаров неоднократно пытался избраться депутатом, и в 2002 году стал членом Екатеринбургской городской думы. Был арестован 14 декабря 2004 по обвинению в принуждении к обмену переданного ему пакета акций Банк24.ру на пакет акций АО «Уралпластполимер», находящийся в собственности банка. 27 января 2005 года найден мёртвым в камере СИЗО №1 Екатеринбурга.
Был женат, воспитывал четверых детей.